# SS Arandora Star
«Арандора Стар» (англ. SS Arandora Star) — пасажирське судно-лайнер, побудоване британською суднобудівною компанією Cammell Laird у Беркенгеді на замовлення компанії Blue Star Line. Будувалося у 1927 році як океанський лайнер та вантажне судно-рефрижератор. 1929 році перероблене на круїзне судно. На початку Другої світової війни перетворене на військове транспортне судно Королівського флоту Великої Британії.

## Історія
Після провалу Норвезької кампанії судно залучалося до евакуації союзних військ з Нарвіка. 7 червня 1940 року транспортний конвой, який складався з британських «Оронсей» (20 043 GRT), Ormonde (14 982 GRT), «Арандора Стар» (14 694 GRT), Royal Ulsterman (3 244 тонни), Ulster Prince (3 791 тонна), «Ульстер Монарх» (3 791 тонна) та «Дюшес оф Йорк» (20 021 GRT), у супроводженні легких крейсерів «Саутгемптон» і «Ковентрі» та есмінців «Бігль», «Ділайт», «Фейм», «Файрдрейк» і «Гавелок», вийшов з Гарстада разом з повільним конвоєм малих та тихохідних транспортів і танкерів Blackheath, Oligarch, Harmattan, Cromarty Firth, Theseus, Acrity, Cotswold і Conch, які йшли під ескортом есмінців «Ерроу» і «Ветеран», шлюпа «Сторк» і 10 озброєних траулерів.
14 червня корабель вийшов з Глазго, прямуючи до французького Бреста, щоб рятувати війська та біженців в рамках операції «Аріель». Безперервні атаки Люфтваффе на порт і місто перешкодили судну увійти в порт, і лише 12 біженцям вдалося вибратися човном до судна. «Арандора Стар» врятувалося за сприяння есмінця, який забезпечував протиповітряне прикриття, і потрапив під потужну повітряну атаку. Лайнер доставив жменьку евакуйованих до Фалмута. Потім судно вирушило до бухти Кіброн у Біскайській затоці, де 17 червня евакуювала близько 300 людей із Сен-Назера. Похід «Арандори Стар» до Сен-Назера пройшла відносно легко; того ж дня літаки Люфтваффе затопили лайнер Ланкастрія в порту, в результаті чого загинули кілька тисяч людей.
Зранку 2 липня у 125 милях на північний захід від мису Малін-Хед ірландського півострова Інішоуен німецький підводний човен U-47 несподівано наразився на колишнє британське круїзне судно «Арандора Стар», з початком війни перероблене на велике транспортне судно, яке перевозило 1299 інтернованих осіб та військовополонених країн Осі до канадського Сент-Джонса. Капітан-лейтенант Гюнтер Прін ризикнув несправною торпедою по судну противника. Торпеда влучила в корпус судна та розірвалась, «Арандора Стар» затонуло, потягнувши на дно 805 осіб з-поміж тих, що перебували на борту судна.
«Арандора Стар» стало однім з найбільших транспортних суден затоплених німецькими підводними човнами під час війни.